# Ruta de Occitania 2023
La 47.ª edición de la competición ciclista Ruta de Occitania (llamado oficialmente: La Route d'Occitanie) fue una carrera de ciclismo en ruta por etapas que se celebró entre el 15 y el 18 de junio de 2023 en Francia con inicio en la ciudad de Narbona y final en la ciudad de Saint-Girons, sobre una distancia total de 720 km.
La carrera hizo parte del UCI Europe Tour 2023, calendario ciclístico de los Circuitos Continentales UCI, dentro de la categoría 2.1 y fue ganada por el canadiense Michael Woods del Israel-Premier Tech. Completaron el podio, como segundo y tercer clasificado respectivamente, el español Cristián Rodríguez del Arkéa Samsic y alemán Georg Steinhauser del EF Education-EasyPost.

## Equipos participantes
Tomaron parte en la carrera 18 equipos de los cuales 7 fueron de categoría UCI WorldTeam, 7 de categoría UCI ProTeam y 4 de categoría Continental, quienes formaron un pelotón de 124 ciclistas de los que acabaron 97. Los equipos participantes fueron:
| WorldTeams (7)- AG2R Citroën Team - Arkéa-Samsic - Cofidis - EF Education-EasyPost - Groupama-FDJ - Ineos Grenadiers - Movistar Team ProTeams (7)- Burgos-BH - Caja Rural-Seguros RGA - Equipo Kern Pharma - Euskaltel-Euskadi - Israel-Premier Tech - TotalEnergies - Uno-X Pro Cycling Team Equipos continentales (4)- Saint Michel-Mavic-Auber 93 - Nice Métropole Côte d'Azur - CIC U Nantes Atlantique - Van Rysel-Roubaix Lille Métropole |
| |

## Recorrido
La Ruta de Occitania dispuso de cuatro etapas dividido en una etapa llana y tres una etapa escarpada para un recorrido total de 720 kilómetros.
| Etapa     | Fecha     | Recorrido                      | type            | Distancia (km) | Ganador             | Líder               |
| --------- | --------- | ------------------------------ | --------------- | -------------- | ------------------- | ------------------- |
| 1.ª etapa | 15 de jun | Narbona – Gruissan             | etapa llana     | 184,3          | Marijn van den Berg | Marijn van den Berg |
| 2.ª etapa | 16 de jun | Cazouls-lès-Béziers – Graulhet | etapa escarpada | 182            | Jason Tesson        | Marijn van den Berg |
| 3.ª etapa | 17 de jun | Gimont – Nistos                | etapa escarpada | 189            | Michael Woods       | Michael Woods       |
| 4.ª etapa | 18 de jun | Saint-Gaudens – Saint-Girons   | etapa escarpada | 164,7          | Simon Carr          | Michael Woods       |

## Desarrollo de la carrera

### 1.ª etapa
| Narbona - Gruissan | etapa llana | (184,3 km) |

| \| Clasificación de la etapa \| Clasificación de la etapa \| Clasificación de la etapa \| Clasificación de la etapa \| Clasificación de la etapa \| \| Ciclista \| Ciclista \| Equipo \| Tiempo \| \| \| ------------------------- \| ------------------------- \| ------------------------- \| ------------------------- \| ------------------------- \| \| 1.º \| Marijn van den Berg \| EF Education-EasyPost \| 4 h 18 min 44 s \| \| \| 2.º \| Sandy Dujardin \| TotalEnergies \| + 0 s \| \| \| 3.º \| Paul Penhoët \| Groupama-FDJ \| + 0 s \| \| \| 4.º \| Corbin Strong \| Israel-Premier Tech \| + 0 s \| \| \| 5.º \| Dries Van Gestel \| TotalEnergies \| + 0 s \| \| \| 6.º \| Benoît Cosnefroy \| AG2R Citroën Team \| + 0 s \| \| \| 7.º \| Lucas Plapp \| Ineos Grenadiers \| + 0 s \| \| \| 8.º \| Michael Woods \| Israel-Premier Tech \| + 0 s \| \| \| 9.º \| Filippo Ganna \| Ineos Grenadiers \| + 0 s \| \| \| 10.º \| Valentin Paret-Peintre \| AG2R Citroën Team \| + 0 s \| \| |                        |                       |                 |
| |                        |                       |                 |
| |                        |                       |                 |
| Clasificación de la etapa |                        |                       |                 |
| Ciclista | Ciclista               | Equipo                | Tiempo          |
| 1.º | Marijn van den Berg    | EF Education-EasyPost | 4 h 18 min 44 s |
| 2.º | Sandy Dujardin         | TotalEnergies         | + 0 s           |
| 3.º | Paul Penhoët           | Groupama-FDJ          | + 0 s           |
| 4.º | Corbin Strong          | Israel-Premier Tech   | + 0 s           |
| 5.º | Dries Van Gestel       | TotalEnergies         | + 0 s           |
| 6.º | Benoît Cosnefroy       | AG2R Citroën Team     | + 0 s           |
| 7.º | Lucas Plapp            | Ineos Grenadiers      | + 0 s           |
| 8.º | Michael Woods          | Israel-Premier Tech   | + 0 s           |
| 9.º | Filippo Ganna          | Ineos Grenadiers      | + 0 s           |
| 10.º | Valentin Paret-Peintre | AG2R Citroën Team     | + 0 s           |

| \| Clasificación general \| Clasificación general \| Clasificación general \| Clasificación general \| Clasificación general \| \| Ciclista \| Ciclista \| Equipo \| Tiempo \| \| \| --------------------- \| ---------------------- \| --------------------- \| --------------------- \| --------------------- \| \| 1.º \| Marijn van den Berg \| EF Education-EasyPost \| 4 h 18 min 34 s \| \| \| 2.º \| Sandy Dujardin \| TotalEnergies \| + 4 s \| \| \| 3.º \| Paul Penhoët \| Groupama-FDJ \| + 6 s \| \| \| 4.º \| Benoît Cosnefroy \| AG2R Citroën Team \| + 7 s \| \| \| 5.º \| Lucas Plapp \| Ineos Grenadiers \| + 8 s \| \| \| 6.º \| Corbin Strong \| Israel-Premier Tech \| + 10 s \| \| \| 7.º \| Dries Van Gestel \| TotalEnergies \| + 10 s \| \| \| 8.º \| Michael Woods \| Israel-Premier Tech \| + 10 s \| \| \| 9.º \| Filippo Ganna \| Ineos Grenadiers \| + 10 s \| \| \| 10.º \| Valentin Paret-Peintre \| AG2R Citroën Team \| + 10 s \| \| |                        |                       |                 |
| |                        |                       |                 |
| |                        |                       |                 |
| Clasificación general |                        |                       |                 |
| Ciclista | Ciclista               | Equipo                | Tiempo          |
| 1.º | Marijn van den Berg    | EF Education-EasyPost | 4 h 18 min 34 s |
| 2.º | Sandy Dujardin         | TotalEnergies         | + 4 s           |
| 3.º | Paul Penhoët           | Groupama-FDJ          | + 6 s           |
| 4.º | Benoît Cosnefroy       | AG2R Citroën Team     | + 7 s           |
| 5.º | Lucas Plapp            | Ineos Grenadiers      | + 8 s           |
| 6.º | Corbin Strong          | Israel-Premier Tech   | + 10 s          |
| 7.º | Dries Van Gestel       | TotalEnergies         | + 10 s          |
| 8.º | Michael Woods          | Israel-Premier Tech   | + 10 s          |
| 9.º | Filippo Ganna          | Ineos Grenadiers      | + 10 s          |
| 10.º | Valentin Paret-Peintre | AG2R Citroën Team     | + 10 s          |

### 2.ª etapa
| Cazouls-lès-Béziers - Graulhet | etapa escarpada | (182 km) |

| \| Clasificación de la etapa \| Clasificación de la etapa \| Clasificación de la etapa \| Clasificación de la etapa \| Clasificación de la etapa \| \| Ciclista \| Ciclista \| Equipo \| Tiempo \| \| \| ------------------------- \| ------------------------- \| --------------------------------- \| ------------------------- \| ------------------------- \| \| 1.º \| Jason Tesson \| TotalEnergies \| 4 h 44 min 14 s \| \| \| 2.º \| Corbin Strong \| Israel-Premier Tech \| + 0 s \| \| \| 3.º \| Elia Viviani \| Ineos Grenadiers \| + 0 s \| \| \| 4.º \| Emmanuel Morin \| CIC U Nantes Atlantique \| + 0 s \| \| \| 5.º \| Paul Hennequin \| Nice Métropole Côte d'Azur \| + 0 s \| \| \| 6.º \| Marcus Hansen \| Uno-X Pro Cycling Team \| + 0 s \| \| \| 7.º \| Paul Penhoët \| Groupama-FDJ \| + 0 s \| \| \| 8.º \| Dries Van Gestel \| TotalEnergies \| + 0 s \| \| \| 9.º \| Orluis Aular \| Caja Rural-Seguros RGA \| + 0 s \| \| \| 10.º \| Maxime Jarnet \| Van Rysel-Roubaix Lille Métropole \| + 0 s \| \| |                  |                                   |                 |
| |                  |                                   |                 |
| |                  |                                   |                 |
| Clasificación de la etapa |                  |                                   |                 |
| Ciclista | Ciclista         | Equipo                            | Tiempo          |
| 1.º | Jason Tesson     | TotalEnergies                     | 4 h 44 min 14 s |
| 2.º | Corbin Strong    | Israel-Premier Tech               | + 0 s           |
| 3.º | Elia Viviani     | Ineos Grenadiers                  | + 0 s           |
| 4.º | Emmanuel Morin   | CIC U Nantes Atlantique           | + 0 s           |
| 5.º | Paul Hennequin   | Nice Métropole Côte d'Azur        | + 0 s           |
| 6.º | Marcus Hansen    | Uno-X Pro Cycling Team            | + 0 s           |
| 7.º | Paul Penhoët     | Groupama-FDJ                      | + 0 s           |
| 8.º | Dries Van Gestel | TotalEnergies                     | + 0 s           |
| 9.º | Orluis Aular     | Caja Rural-Seguros RGA            | + 0 s           |
| 10.º | Maxime Jarnet    | Van Rysel-Roubaix Lille Métropole | + 0 s           |

| \| Clasificación general \| Clasificación general \| Clasificación general \| Clasificación general \| Clasificación general \| \| Ciclista \| Ciclista \| Equipo \| Tiempo \| \| \| --------------------- \| --------------------- \| ---------------------- \| --------------------- \| --------------------- \| \| 1.º \| Marijn van den Berg \| EF Education-EasyPost \| 9 h 02 min 58 s \| \| \| 2.º \| Corbin Strong \| Israel-Premier Tech \| + 4 s \| \| \| 3.º \| Sandy Dujardin \| TotalEnergies \| + 4 s \| \| \| 4.º \| Paul Penhoët \| Groupama-FDJ \| + 6 s \| \| \| 5.º \| Elia Viviani \| Ineos Grenadiers \| + 6 s \| \| \| 6.º \| Benoît Cosnefroy \| AG2R Citroën Team \| + 6 s \| \| \| 7.º \| Ådne Holter \| Uno-X Pro Cycling Team \| + 7 s \| \| \| 8.º \| Michael Woods \| Israel-Premier Tech \| + 8 s \| \| \| 9.º \| Lucas Plapp \| Ineos Grenadiers \| + 8 s \| \| \| 10.º \| Dries Van Gestel \| TotalEnergies \| + 10 s \| \| |                     |                        |                 |
| |                     |                        |                 |
| |                     |                        |                 |
| Clasificación general |                     |                        |                 |
| Ciclista | Ciclista            | Equipo                 | Tiempo          |
| 1.º | Marijn van den Berg | EF Education-EasyPost  | 9 h 02 min 58 s |
| 2.º | Corbin Strong       | Israel-Premier Tech    | + 4 s           |
| 3.º | Sandy Dujardin      | TotalEnergies          | + 4 s           |
| 4.º | Paul Penhoët        | Groupama-FDJ           | + 6 s           |
| 5.º | Elia Viviani        | Ineos Grenadiers       | + 6 s           |
| 6.º | Benoît Cosnefroy    | AG2R Citroën Team      | + 6 s           |
| 7.º | Ådne Holter         | Uno-X Pro Cycling Team | + 7 s           |
| 8.º | Michael Woods       | Israel-Premier Tech    | + 8 s           |
| 9.º | Lucas Plapp         | Ineos Grenadiers       | + 8 s           |
| 10.º | Dries Van Gestel    | TotalEnergies          | + 10 s          |

### 3.ª etapa
| Gimont - Nistos | etapa escarpada | (189 km) |

| \| Clasificación de la etapa \| Clasificación de la etapa \| Clasificación de la etapa \| Clasificación de la etapa \| Clasificación de la etapa \| \| Ciclista \| Ciclista \| Equipo \| Tiempo \| \| \| ------------------------- \| ------------------------- \| ------------------------- \| ------------------------- \| ------------------------- \| \| 1.º \| Michael Woods \| Israel-Premier Tech \| 5 h 02 min 15 s \| \| \| 2.º \| Cristián Rodríguez \| Arkéa-Samsic \| + 3 s \| \| \| 3.º \| Jesús Herrada \| Cofidis \| + 13 s \| \| \| 4.º \| Victor Lafay \| Cofidis \| + 15 s \| \| \| 5.º \| Iván Ramiro Sosa \| Movistar Team \| + 16 s \| \| \| 6.º \| Ruben Guerreiro \| Movistar Team \| + 24 s \| \| \| 7.º \| Georg Steinhauser \| EF Education-EasyPost \| + 28 s \| \| \| 8.º \| Einer Rubio \| Movistar Team \| + 29 s \| \| \| 9.º \| Domenico Pozzovivo \| Israel-Premier Tech \| + 29 s \| \| \| 10.º \| Élie Gesbert \| Arkéa-Samsic \| + 1 min 02 s \| \| |                    |                       |                 |
| |                    |                       |                 |
| |                    |                       |                 |
| Clasificación de la etapa |                    |                       |                 |
| Ciclista | Ciclista           | Equipo                | Tiempo          |
| 1.º | Michael Woods      | Israel-Premier Tech   | 5 h 02 min 15 s |
| 2.º | Cristián Rodríguez | Arkéa-Samsic          | + 3 s           |
| 3.º | Jesús Herrada      | Cofidis               | + 13 s          |
| 4.º | Victor Lafay       | Cofidis               | + 15 s          |
| 5.º | Iván Ramiro Sosa   | Movistar Team         | + 16 s          |
| 6.º | Ruben Guerreiro    | Movistar Team         | + 24 s          |
| 7.º | Georg Steinhauser  | EF Education-EasyPost | + 28 s          |
| 8.º | Einer Rubio        | Movistar Team         | + 29 s          |
| 9.º | Domenico Pozzovivo | Israel-Premier Tech   | + 29 s          |
| 10.º | Élie Gesbert       | Arkéa-Samsic          | + 1 min 02 s    |

| \| Clasificación general \| Clasificación general \| Clasificación general \| Clasificación general \| Clasificación general \| \| Ciclista \| Ciclista \| Equipo \| Tiempo \| \| \| --------------------- \| --------------------- \| --------------------- \| --------------------- \| --------------------- \| \| 1.º \| Michael Woods \| Israel-Premier Tech \| 14 h 05 min 10 s \| \| \| 2.º \| Cristián Rodríguez \| Arkéa-Samsic \| + 10 s \| \| \| 3.º \| Georg Steinhauser \| EF Education-EasyPost \| + 41 s \| \| \| 4.º \| Einer Rubio \| Movistar Team \| + 42 s \| \| \| 5.º \| Domenico Pozzovivo \| Israel-Premier Tech \| + 42 s \| \| \| 6.º \| Jesús Herrada \| Cofidis \| + 1 min 06 s \| \| \| 7.º \| Victor Lafay \| Cofidis \| + 1 min 12 s \| \| \| 8.º \| Iván Ramiro Sosa \| Movistar Team \| + 1 min 13 s \| \| \| 9.º \| Ruben Guerreiro \| Movistar Team \| + 1 min 21 s \| \| \| 10.º \| Élie Gesbert \| Arkéa-Samsic \| + 1 min 59 s \| \| |                    |                       |                  |
| |                    |                       |                  |
| |                    |                       |                  |
| Clasificación general |                    |                       |                  |
| Ciclista | Ciclista           | Equipo                | Tiempo           |
| 1.º | Michael Woods      | Israel-Premier Tech   | 14 h 05 min 10 s |
| 2.º | Cristián Rodríguez | Arkéa-Samsic          | + 10 s           |
| 3.º | Georg Steinhauser  | EF Education-EasyPost | + 41 s           |
| 4.º | Einer Rubio        | Movistar Team         | + 42 s           |
| 5.º | Domenico Pozzovivo | Israel-Premier Tech   | + 42 s           |
| 6.º | Jesús Herrada      | Cofidis               | + 1 min 06 s     |
| 7.º | Victor Lafay       | Cofidis               | + 1 min 12 s     |
| 8.º | Iván Ramiro Sosa   | Movistar Team         | + 1 min 13 s     |
| 9.º | Ruben Guerreiro    | Movistar Team         | + 1 min 21 s     |
| 10.º | Élie Gesbert       | Arkéa-Samsic          | + 1 min 59 s     |

### 4.ª etapa
| Saint-Gaudens - Saint-Girons | etapa escarpada | (164,7 km) |

| \| Clasificación de la etapa \| Clasificación de la etapa \| Clasificación de la etapa \| Clasificación de la etapa \| Clasificación de la etapa \| \| Ciclista \| Ciclista \| Equipo \| Tiempo \| \| \| ------------------------- \| ------------------------- \| --------------------------- \| ------------------------- \| ------------------------- \| \| 1.º \| Simon Carr \| EF Education-EasyPost \| 3 h 54 min 50 s \| \| \| 2.º \| Lars van den Berg \| Groupama-FDJ \| + 0 s \| \| \| 3.º \| Marijn van den Berg \| EF Education-EasyPost \| + 2 s \| \| \| 4.º \| Corbin Strong \| Israel-Premier Tech \| + 2 s \| \| \| 5.º \| Filippo Ganna \| Ineos Grenadiers \| + 2 s \| \| \| 6.º \| Thomas Gachignard \| Saint Michel-Mavic-Auber 93 \| + 2 s \| \| \| 7.º \| Ruben Guerreiro \| Movistar Team \| + 2 s \| \| \| 8.º \| Rudy Molard \| Groupama-FDJ \| + 2 s \| \| \| 9.º \| Einer Rubio \| Movistar Team \| + 2 s \| \| \| 10.º \| Jordan Jegat \| CIC U Nantes Atlantique \| + 2 s \| \| |                     |                             |                 |
| |                     |                             |                 |
| |                     |                             |                 |
| Clasificación de la etapa |                     |                             |                 |
| Ciclista | Ciclista            | Equipo                      | Tiempo          |
| 1.º | Simon Carr          | EF Education-EasyPost       | 3 h 54 min 50 s |
| 2.º | Lars van den Berg   | Groupama-FDJ                | + 0 s           |
| 3.º | Marijn van den Berg | EF Education-EasyPost       | + 2 s           |
| 4.º | Corbin Strong       | Israel-Premier Tech         | + 2 s           |
| 5.º | Filippo Ganna       | Ineos Grenadiers            | + 2 s           |
| 6.º | Thomas Gachignard   | Saint Michel-Mavic-Auber 93 | + 2 s           |
| 7.º | Ruben Guerreiro     | Movistar Team               | + 2 s           |
| 8.º | Rudy Molard         | Groupama-FDJ                | + 2 s           |
| 9.º | Einer Rubio         | Movistar Team               | + 2 s           |
| 10.º | Jordan Jegat        | CIC U Nantes Atlantique     | + 2 s           |

## Clasificaciones finales
- Las clasificaciones finalizaron de la siguiente forma:[3]

### Clasificación general
| \| Clasificación general \| Clasificación general \| Clasificación general \| Clasificación general \| Clasificación general \| \| Ciclista \| Ciclista \| Equipo \| Tiempo \| \| \| --------------------- \| --------------------- \| --------------------- \| --------------------- \| --------------------- \| \| 1.º \| Michael Woods \| Israel-Premier Tech \| 18 h 00 min 02 s \| \| \| 2.º \| Cristián Rodríguez \| Arkéa-Samsic \| + 10 s \| \| \| 3.º \| Georg Steinhauser \| EF Education-EasyPost \| + 41 s \| \| \| 4.º \| Einer Rubio \| Movistar Team \| + 42 s \| \| \| 5.º \| Domenico Pozzovivo \| Israel-Premier Tech \| + 42 s \| \| \| 6.º \| Jesús Herrada \| Cofidis \| + 1 min 06 s \| \| \| 7.º \| Victor Lafay \| Cofidis \| + 1 min 12 s \| \| \| 8.º \| Iván Ramiro Sosa \| Movistar Team \| + 1 min 13 s \| \| \| 9.º \| Ruben Guerreiro \| Movistar Team \| + 1 min 21 s \| \| \| 10.º \| Brandon Rivera \| Ineos Grenadiers \| + 2 min 03 s \| \| |                    |                       |                  |
| |                    |                       |                  |
| |                    |                       |                  |
| Clasificación general |                    |                       |                  |
| Ciclista | Ciclista           | Equipo                | Tiempo           |
| 1.º | Michael Woods      | Israel-Premier Tech   | 18 h 00 min 02 s |
| 2.º | Cristián Rodríguez | Arkéa-Samsic          | + 10 s           |
| 3.º | Georg Steinhauser  | EF Education-EasyPost | + 41 s           |
| 4.º | Einer Rubio        | Movistar Team         | + 42 s           |
| 5.º | Domenico Pozzovivo | Israel-Premier Tech   | + 42 s           |
| 6.º | Jesús Herrada      | Cofidis               | + 1 min 06 s     |
| 7.º | Victor Lafay       | Cofidis               | + 1 min 12 s     |
| 8.º | Iván Ramiro Sosa   | Movistar Team         | + 1 min 13 s     |
| 9.º | Ruben Guerreiro    | Movistar Team         | + 1 min 21 s     |
| 10.º | Brandon Rivera     | Ineos Grenadiers      | + 2 min 03 s     |

### Clasificación de la montaña
| Clasificación de la montaña | Clasificación de la montaña | Clasificación de la montaña | Clasificación de la montaña | Clasificación de la montaña |
| Ciclista                    | Ciclista                    | Equipo                      | Puntos                      |                             |
| --------------------------- | --------------------------- | --------------------------- | --------------------------- | --------------------------- |

### Clasificación de los puntos
| Clasificación por puntos | Clasificación por puntos | Clasificación por puntos | Clasificación por puntos | Clasificación por puntos |
| Ciclista                 | Ciclista                 | Equipo                   | Puntos                   |                          |
| ------------------------ | ------------------------ | ------------------------ | ------------------------ | ------------------------ |

### Clasificación de los jóvenes
| Clasificación del mejor joven | Clasificación del mejor joven | Clasificación del mejor joven | Clasificación del mejor joven | Clasificación del mejor joven |
| Ciclista                      | Ciclista                      | Equipo                        | Tiempo                        |                               |
| ----------------------------- | ----------------------------- | ----------------------------- | ----------------------------- | ----------------------------- |

### Clasificación por equipos
| Clasificación por equipos | Clasificación por equipos | Clasificación por equipos | Clasificación por equipos |
| Equipo                    | Equipo                    | Tiempo                    |                           |
| ------------------------- | ------------------------- | ------------------------- | ------------------------- |

## Evolución de las clasificaciones
| Etapa                   |                         | Ganador _           | Clasificación general | Puntos              | Montaña              | Jóvenes             | Equipo _            |
| ----------------------- | ----------------------- | ------------------- | --------------------- | ------------------- | -------------------- | ------------------- | ------------------- |
| 1.ª etapa               | etapa llana             | Marijn van den Berg | Marijn van den Berg   | Marijn van den Berg | Eric Fagúndez        | Marijn van den Berg | Israel-Premier Tech |
| 2.ª etapa               | etapa escarpada         | Jason Tesson        | Marijn van den Berg   | Corbin Strong       | Raúl García Pierna   | Marijn van den Berg | Israel-Premier Tech |
| 3.ª etapa               | etapa escarpada         | Michael Woods       | Michael Woods         | Corbin Strong       | Raúl García Pierna   | Georg Steinhauser   | Israel-Premier Tech |
| 4.ª etapa               | etapa escarpada         | Simon Carr          | Michael Woods         | Marijn van den Berg | Carlos García Pierna | Georg Steinhauser   | Movistar Team       |
| Clasificaciones finales | Clasificaciones finales |                     | Michael Woods         | Marijn van den Berg | Carlos García Pierna | Georg Steinhauser   | Movistar Team       |

## UCI World Ranking
La Ruta de Occitania otorgó puntos para el UCI World Ranking para corredores de los equipos en las categorías UCI WorldTeam, UCI ProTeam y Continental. Las siguientes tablas son el baremo de puntuación y los diez corredores que obtuvieron más puntos:
| Posición              | 1.º | 2.º | 3.º | 4.º | 5.º | 6.º | 7.º | 8.º | 9.º | 10.º | 11.º | 12.º | 13.º-15.º | 16.º-25.º |
| Clasificación general | 125 | 85  | 70  | 60  | 50  | 40  | 35  | 30  | 25  | 20   | 15   | 10   | 5         | 3         |
| Por etapa             | 14  | 5   | 3   |     |     |     |     |     |     |      |      |      |           |           |
| Líder                 | 3   |     |     |     |     |     |     |     |     |      |      |      |           |           |

| Clasificación |                     |                       |         |       |       |       |
| Posición      | Ciclista            | Equipo                | General | Etapa | Líder | Total |
| ------------- | ------------------- | --------------------- | ------- | ----- | ----- | ----- |
| 1.º           | Michael Woods       | Israel-Premier Tech   | 125     | 14    | 3     | 142   |
| 2.º           | Cristián Rodríguez  | Arkéa Samsic          | 85      | 5     | -     | 90    |
| 3.º           | Georg Steinhauser   | EF Education-EasyPost | 70      | -     | -     | 70    |
| 4.º           | Einer Rubio         | Movistar              | 60      | -     | -     | 60    |
| 5.º           | Domenico Pozzovivo  | Israel-Premier Tech   | 50      | -     | -     | 50    |
| 6.º           | Jesús Herrada       | Cofidis               | 40      | 3     | -     | 43    |
| 7.º           | Victor Lafay        | Cofidis               | 35      | -     | -     | 35    |
| 8.º           | Iván Ramiro Sosa    | Movistar              | 30      | -     | -     | 30    |
| 9.º           | Ruben Guerreiro     | Movistar              | 25      | -     | -     | 25    |
| 10.º          | Marijn van den Berg | EF Education-EasyPost | -       | 17    | 6     | 23    |